# Rivina
- Commons
- Wikispecies

Rivina L. é um género botânico pertencente à família Phytolaccaceae.
É uma planta arbustiva caracterizada pelo desenvolvimento de frutos numerosos pequenos, de cor vermelho vivo.Reproduz se muito facilmente.

## Espécies
- Rivina aurantiaca
- Rivina humilis
- Rivina laevis
- Rivina octandra
- Lista completa

## Classificação do gênero
| Sistema | Classificação                      | Referência               |
| ------- | ---------------------------------- | ------------------------ |
| Linné   | Classe Tetrandria, ordem Monogynia | Species plantarum (1753) |